# A Barcelona
A Barcelona o Oda a Barcelona és un poema èpic de Jacint Verdaguer escrit el 1883 i incorporat al volum Pàtria. Va ser premiat el mateix any de la seva publicació als Jocs Florals de Barcelona (març de 1883); el poema guanyà molta fama i l'Ajuntament n'edità cent còpies que distribuí per les escoles de la ciutat. El mateix any fou publicat per catalans residents a Manila (les Filipines) sota una edició bilingüe català-castellà; el poema fou traduït a aquesta darrera llengua per Francesc de Mas i Otzet, governador de l'època de la província de Batangas a l'illa de Luzón.
A A Barcelona el lector hi copsa la mateixa mètrica i grandiositat que a L'Atlàntida, però ara en referència a la història de la ciutat comtal. El poema, format per 184 versos alexandrins organitzats en 46 estrofes, fa una exaltació del desenvolupament de la ciutat i del seu moment de plenitud («Lo teu present esplèndit es de nous temps aurora»), fa vots de futur i, malgrat tot, també en critica certs defectes. Al llarg del poema es mencionen multitud d'elements patrimonials, geogràfics, històrics i mítics de la ciutat, de Catalunya i de la Corona d'Aragó
El poema ha estat traduït al francès (Jean Vilarrasa, 1883) i al romanès (Jaon Danin, 1887). El 1909, Joan Maragall escrigué Oda nova a Barcelona, de mateix tema i d'idèntica mètrica però amb els versos agrupats en estrofes de sis.